# Chalcuchima
Chalcuchima o Challcochima era, junto con Quizquiz y Rumiñahui, uno de los principales generales de Atahualpa en el Imperio incaico. Nació circa. 1459 y murió cerca del Cuzco en 1533. En la batalla de Quipaipán, en abril de 1532, derrotó y capturó al Inca Huáscar.

## Nombre
Los registros tempranos del nombre del general incluyen, entre otras variantes, <Chaliquchima ~ Chalicuchima> (Pedro de Cieza de León, 1553), <Challcochima ~ Chalcochima> (Juan de Betanzos, 1551; Titu Cusi Yupangui, 1570; Relación de los quipucamayos, c. 1542), <Chalco Chima> (Pedro Sarmiento de Gamboa, 1570-72) y <Challcuchima> (Inca Garcilaso de la Vega, 1609). A partir de esos registros, el lingüista Rodolfo Cerrón-Palomino reconstruye la forma en quechua del inga como /ˈtʃaʎqu ˈtʃima/ (modernizado como Challqu Chima).
La forma <chima> /ˈtʃima/ es recurrente entre la onomástica inca, incluyendo la panaca descendiente de Manco Cápac, y es de etimología oscura desde los quechuas modernos. En otro trabajo, el mismo Cerrón-Palomino propone el significado original para el lema propio Chima de ‘variedad de corequenque (Daptrius megalopterus)’.
Posteriormente, aparecieron variantes del nombre con una letra c final que se hicieron bastante populares entre los estudiosos de la historia andina. Manteniendo la pronunciación grave, tales variantes incluyeron <Challcuchímac ~ Chalcuchímac ~ Challcochímac ~ Chalcochímac>. Inclusive, el término así alterado fue reingresado al quechua y aparece en textos bajo la ortografía moderna quechua como <Challkuchimaq>. Sorprendentemente, apareció y se popularizó en trabajos académicos una variante más derivada de la anterior que comenzaba con una consonante oclusiva velar sorda [k]: <Calcuchímac> [kalkuˈtʃimak], surgida probablemente por un fenómeno de asimilación a la consonante de la segunda sílaba.
Contemporáneamente, en los trabajos académicos, la versión escrita más usada en castellano y preferida por los historiadores modernos es Chalcuchima. También son usuales Chalcochima, Challcuchima y Challcochima. Las versiones más innovadoras Chalcuchímac y Calcuchímac están siendo abandonadas por los estudiosos andinistas, por considerarlas apócrifas.

## Biografía

### Orígenes:
Poco se sabe de su origen de este general ya que se presume que no era de origen noble su nacimiento cerca 1454 en Hatun Jauja (Chinchaysuyo), estuvo bajos las órdenes de Huayna Capac, participando en la conquistas de Chachapoyas, Chupallcos, Cañaris, Puruhá y Huancavelica.  
Y durante el gobierno de Huáscar sofocó la rebelión de los huancavilcas, bajo órdenes de Atahualpa. 

### Guerra civil incaica
Chalcuchímac fue el segundo al mando del ejército de Atahualpa durante la guerra civil, entre ellos y su hermano Huáscar, quien enardeció el Imperio incaico en los primeros años de la década de 1530.
Tras la derrota de los ejércitos del Cuzco, las tropas de Atahualpa ocuparon la capital y Chalcuchímac, junto con Quizquiz, operó una especie de purga entre las filas de los vencidos, eliminando, por orden de su señor, aquellos elementos que pudieran representar un peligro para su facción.
Sin embargo, la captura de Atahualpa en Cajamarca por los conquistadores españoles interrumpió cualquier acción para consolidar el poder y requirió una intervención directa en apoyo del Inca encarcelado.
El general Quizquiz prefirió quedarse en el Cuzco para controlar la situación y desbaratar cualquier intento de venganza de los huascaristas que, aunque vencidos, seguían representando una seria amenaza.
Chalcuchímac, con un contingente, en cambio se dirigió hacia la ciudad de Cajamarca con la intención de liberar a Atahualpa, pero cuando llegó a las filas de los españoles, tuvo que refrenar su animadversión por temor a causar, con su acción, la pérdida de su señor.

### Encuentro con los españoles y encarcelamiento
Mientras que el conquistador Hernando Pizarro saqueaba la ciudadela de Pachacámac y Rímac, Chalcuchímac guiaba al contingente por la sierra central peruana, indeciso sobre qué hacer, hasta que fue llamado por Hernando de Soto quien le indicó que «sería un deshonor que tan prestigioso general no visite a su majestad inca». Chalcuchímac, convencido de la buena fe del español, entregó el oro que traía consigo para facilitar el rescate de su señor, pero sólo después de mucha insistencia de los mismos hermanos de Atahualpa, accedió finalmente a ir a Cajamarca, lejos de su ejército, ahí el general fue traicionado y tomado preso por los españoles.

### Cautiverio y encuentro con Atahualpa
Su encuentro con Atahualpa nos fue transmitido por muchos de los cronistas. El anciano general entró en el cuarto donde estaba preso el Inca, descalzo, con los ojos bajos y una carga sobre los hombros en señal de humildad.
Atahualpa no se dignó mirarlo y se quedó en silencio escuchando sus lamentos como si estuviera frente a cualquiera de sus súbditos y no al más prestigioso de sus generales, despidiéndolo simplemente con un gesto.
Los españoles quedaron hondamente impresionados por esta manifestación de majestad imperial que no se alteraba en lo más mínimo por la condición de cautiverio en que se encontraba el supremo Inca.
Chalcuchímac, como prisionero de rango, sin embargo, no disfrutó de la misma atención que estaba reservada para Atahualpa. Convencidos de que el anciano general conocía los escondites donde se escondía el oro de los incas, los españoles llegaron a torturarlo (sufriendo de graves quemaduras) para revelar la ubicación de los más grandes tesoros incas, pero este sólo mencionó reinos y tesoros imaginarios.

### Muerte
Tras la ejecución de Atahualpa por sus captores, Chalcuchímac y los demás presos acompañaron a los españoles en su marcha hacia el Cuzco. Estaban consigo Túpac Hualpa, el primer inca marioneta nombrado por Francisco Pizarro.
El anciano general estaba muy vigilado porque se temía que de alguna manera estuviera en contacto con Quizquiz y que estuviera tramando un ataque a las filas conquistadoras. Cualquier oposición que obstaculizara la marcha de los españoles se atribuía regularmente a su intervención, ya fuera la destrucción de los puentes o se tratara de alguna escaramuza.
Cuando murió Túpac Hualpa, el Inca títere que había sido puesto en lugar de Atahualpa, nadie dudó que había sido envenenado por el general cautivo.
En pleno viaje, apareció un joven hijo de Huayna Cápac, que estaba convencido de que los españoles eran salvadores pues peleaban contra Quizquiz (quien había matado a Huáscar y hecho desmanes en la toma del Cuzco), se trataba de Manco Inca. Manco Inca prometió ayuda y fidelidad a Francisco Pizarro. Estos le prometieron salvación frente a  los terribles abusos que cometieron los partidarios de Atahualpa en la ciudad del Cuzco.
Pizarro, hasta entonces, lo había mantenido con vida con la esperanza de que su presencia impidiera a Quizquiz atacar, pero, dada la inutilidad de su maniobra, decidió deshacerse del voluminoso prisionero. El conquistador español acusó a Chalcuchímac de envenenar a Túpac Hualpa, luego lo condenó a muerte. Al negarse a ser bautizado, Chalcuchímac fue quemado vivo en la hoguera en Jaquijahuana, cerca del Cuzco.
Su muerte fue recibida con alegría por parte de la nobleza cuzqueña.